# 飯野晃
飯野 晃（いいの あきら、1964年12月12日 - ）は、日本の実業家、京都パープルサンガ代表取締役社長。

## 人物・経歴
1964年12月12日生まれ。山形県出身。
1988年、立教大学卒業。2001年、神戸大学大学院経営学研究科（MBA）修了。
2006年、三洋電機国内携帯電話ビジネスユニット担当部長に就任。同社の事業再編を受け、2008年4月、京セラ株式会社入社。
2015年6月、KYOCERA Communications, Inc.社長に就任。2016年7月に同社がKYOCERA International,Inc.に統合され、Vice Presidentに就任。
2021年4月、京セラ株式会社通信事業本部長副本部長、2022年4月、同社執行役員通信機器事業本部長に就任。
2024年1月、同社執行役員総務人事本部サンガ支援推進部長に就任。
2024年4月、株式会社京都パープルサンガ代表取締役社長に就任。